# Юнінський Олександр
Олекса́ндр Юні́нський (англ. Alexander Uninsky; 15 лютого 1910, Київ — 19 грудня 1972, Даллас) — американський піаніст родом із Києва. Широко гастролював з 1927 року. Надалі Юнінський не повертався в Радянський Союз.

## Життя та кар'єра
Олександр Юнінський народився в Києві. Вчився у Київській консерваторії, яка була відкрита у 1913 році. Серед її випускників також були Володимир Горовиць і Олександр Брайловський.
1923 року він переїхав до Парижа, де навчався у Лазара Леві. Улюбленим композитором Юнінського був Ф. Шопен, і 1932 року він завоював першу премію на Другому міжнародному конкурсі піаністів імені Шопена у Варшаві. Насправді Юнінський розділив перше місце зі сліпим угорським піаністом Імре Унгаром, і судді вирішили присудити перемогу на основі підкидання монети. Унгар програв.
У 1955 році він обійняв посаду викладача в Торонтській музичній консерваторії, де серед його учнів був канадський композитор Брюс Мазер. Мазер згадав свого вчителя у своїй композиції 1974 року In memoriam Alexander Uninsky.
Згодом він викладав у Південному методистському університеті в Далласі, штат Техас. Серед його учнів були Джеффрі Сванн, Девід Морган, Кармен Альварес, Боаз Хейлман, доктор Генрі Доскі, Девід Голуб і Дубравка Томшич.
Він відіграв свій останній концерт у Сан-Хосе, Коста-Ріка, 19 жовтня 1972 року на святкуванні 75-річчя Національного театру. Він зіграв Фортепіанний концерт № 1 Опус 23 Чайковського з Національним симфонічним оркестром Коста-Ріки під керівництвом Джеральда Брауна. Він страждав на прогресуючий артрит.
Помер Олександр уві сні через два місяці, 19 грудня 1972 року в Далласі, штат Техас, у віці 62 років.